# Austroniscus ovalis
Austroniscus ovalis är en kräftdjursart som beskrevs av Ernst Vanhöffen 1914. Austroniscus ovalis ingår i släktet Austroniscus och familjen Nannoniscidae. Inga underarter finns listade i Catalogue of Life.